# Corcorúnia
Corcorúnia (em armênio: Խորխոռունիք; romaniz.: Χorχoṙunik’), por vezes referida como Malcazado (em armênio: Մալխազություն; romaniz.: Malχazutʼiun; em grego: Μαλχασιων όικος; romaniz.: Malchasiōn óikos ou Χουρχόρῶν, Chourchórõn (gen.)), segundo a Geografia de Ananias de Siracena (século VII), foi um gavar (cantão) da província de Turuberânia, no Reino da Armênia. Compreendendo uma área de mil quilômetros quadrados, estava situado no vale do Arsânias, ao norte do lago de Vã, e originalmente fazia parte de Arquena. Estava centrada em torno da cidade de Arzice (atual Adiljevaz). Pertencia à família Corcorúnio. Em 591, o imperador Maurício recebeu vastas porções da Armênia sassânida em compensação da ajuda militar prestada ao xainxá Cosroes II (r. 590–628). Todos os distrito que compunham Turuberânia foram incluídos na província recém-fundada da Armênia Interior.